# Jean-Baptiste Gaspard d’Ansse de Villoison

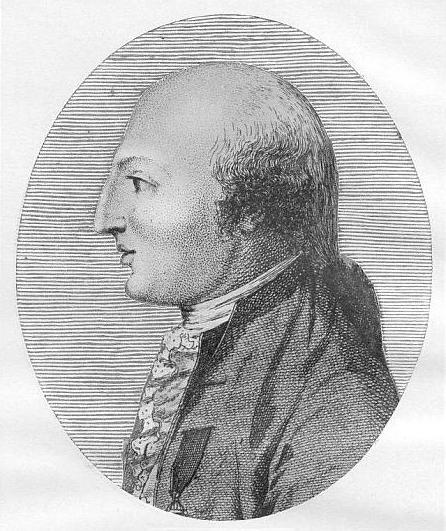
D’Ansse de Villoison

Jean-Baptiste Gaspard d’Ansse de Villoison (* 5. März 1750 in Corbeil-Essonnes; † 28. April 1805 in Paris) war ein französischer Altphilologe, insbesondere Gräzist, und Professor für Neugriechisch am Collège de France, Paris. Er ist insbesondere durch seine Entdeckung und Edition des Codex Venetus A der Ilias Homers bekannt geworden.

## Leben und Werk
D’Ansse de Villoison wurde schon 1772, im Alter von 22 Jahren, in die Académie Royale des Inscriptions et Belles-Lettres aufgenommen. 1773 veröffentlichte er das Homer-Lexikon des Apollonios Sophistes aus einer Handschrift in der Abtei Saint-Germain-des-Prés, 1778 eine Ausgabe des bukolischen Romans Daphnis und Chloe des Longos, 1781 aus Handschriften in Paris und Venedig die Anecdota Graeca, die unter anderem das der Kaiserin Eudokia Makrembolitissa zugeschriebene mythologische Lexikon Ionia („Veilchengarten“, zu griechisch τὸ ἰόν „Veilchen“, lateinisch: Violarium) und verschiedene Fragmente der Neuplatonisten Iamblich und Porphyrios, des Prokop von Gaza, des Chorikios und verschiedener griechischer Grammatiker enthalten.
Von 1781 bis 1784 arbeitete er drei Jahre lang auf Kosten der französischen Regierung in der Bibliotheca Marciana in Venedig. Dort entdeckte er den Codex Venetus A, eine Handschrift der Ilias aus dem 10. Jahrhundert mit zahlreichen Scholien und Marginalien. Im Anschluss an seinen Aufenthalt in Venedig begab er sich auf Einladung des Herzogs Karl August von Sachsen-Weimar nach Weimar, wo er Forschungen in der Palastbibliothek anstellte.
Darauf unternahm er von 1784 bis 1786 mit dem französischen Diplomaten Choiseul-Gouffier eine Reise nach Griechenland und in die Levante. Er besuchte Konstantinopel, Smyrna sowie verschiedene Inseln der Ägäis und verbrachte anschließend einige Wochen in den Klöstern des Berges Athos. Die mit dieser Reise verbundenen Hoffnungen auf Entdeckung weiterer wertvoller Handschriften erfüllten sich jedoch nicht, und so kehrte er 1786 nach Paris zurück. Dort veröffentlichte er 1788 den Codex Venetus A und sorgte damit für eine Sensation in der gelehrten Welt. Zudem ist D’Ansse de Villoison Wiederentdecker des Tsakonischen, eines griechischen Dialekts, der sich nicht wie alle übrigen neugriechischen Dialekte aus der hellenistischen Koine, sondern aus dem antiken Dorischen entwickelt hat.
Während der Französischen Revolution lebte er in Orléans und arbeitete dort in der Bibliothek der Gebrüder Valois (Valesius). Als sich die Verhältnisse wieder geordnet hatten, kehrte er nach Paris zurück. Dort gab er an der École spéciale des langues orientales von 1800 an, also noch vor der offiziellen Einrichtung des Lehrstuhls für Neugriechisch, provisorische Kurse. Im Bewusstsein seiner zahlreichen Verdienste – er war auch des Hebräischen, Syrischen und Arabischen mächtig – bemüht er sich nicht zuletzt bei Napoleon Bonaparte selbst um eine Chaire de Grec Moderne („Lehrstuhl für Neugriechisch“) am Collège de France, die ihm 1804 gewährt wurde. Allerdings konnte er dieses Privileg nicht ausschöpfen, da er kaum ein Jahr später starb.
Die seinerzeitige Bibliothèque Royale und heutige Bibliothèque nationale de France in Paris verwahrt Materialien zu einem umfassenden Werk über das antike und das moderne Griechenland, das D’Ansse de Villoison geplant hatte.

## Schriften
- Apollonii Sophistae lexicon graecum Iliadis et Odysseae. Primus ex codice manuscripto Sangermanensi in lucem vindicavit et versionem latinam adjecit Johannes Baptista Casparus d’Ansse de Villoison. Accedit huc usque inedita Philemonis grammatici fragmenta, tertii Iliadis libri prosaica metaphrasis graeca cum notulis et variantibus lectionibus, metaphrasisque et tertii Iliadis libri (2 Bände, 1773).
- Anecdota graeca e regia parisiensi & e veneta S. Marci bibliothecis deprompta (2 Bände, 1781).
- Epistolae Vinarienses (1783).
- Nova versio graeca Proverbiorum, Ecclesiastis, Cantici Canticorum, Ruthi, Threnorum, Danielis, et selectorum Pentateuchi locorum ex unico S. Marci bibliothecae codice Veneto nunc primum eruta et notulis illustrata a Johanne Baptista Caspare D’Ansse de Villoison (1784).
- Homeri Ilias ad veteris codicis veneti fidem recensita. Scholia in eam antiquissima ex eodem codice aliisque, nunc primum edidit cum asteriscis, obeliscis aliisque signis criticis Joh. Baptista Caspar d’Ansse de Villoison (1788).
- Lucius Annaeus Cornutus, De natura deorum. Ex schedis Iohannis Bapt. Casp. d’Ansse de Villoison recensuit commentariisque instruxit Fridericus Osannus. Adiecta est Iohannis de Villoison de theologia physica Stoicorum commentatio. Göttingen 1844.
- Renata Lavagnini (Hrsg.): Villoison in Grecia. Note di viaggio (1784–1786). Palermo: Istituto Siciliano di Studi Bizantini e Neoellenici, 1974. Rezension: David Holton, in: The Classical Review (New Series) 27 (1977) 152–153.
- Étienne Famerie (Hrsg.): Jean-Baptiste Gaspard d’Ansse de Villoison, De l’Hellade à la Grèce : voyage en Grèce et au Levant (1784–1786). G. Olms, Hildesheim, New York, 2006 (Altertumswissenschaftliche Texte und Studien, Bd. 40), ISBN 3-487-13144-7.